# 마이테츠
《마이테츠》(일본어: まいてつ)는 Lose에서 개발하고 2016년 3월 25일 발매된 에로게이다.
2020년 10월 30일 후속작이자 확장판인 마이테츠 라스트 런!!(일본어: まいてつ Last Run!!)이 발매되었다.

## 개요
마이테츠는 철도 차량을 의인화한 모에 캐릭터들이 주연을 이루고 있는 게임이며, R18 장면이 포함된 성인용과 검열된 전연령용인 pure station가 따로 존재한다. 성인용에는 에로게 요소 즉 성적 요소가 담긴 그림이나 대사, CG가 포함되어 있다. 구마모토현을 배경으로 하고 있으며, 작중 등장하는 가상의 도시인 오히토요 시는 실제 도시인 히토요시시를 모티브로 하였다.
2016년 일본에서 처음으로 출시된 이래 세카이 프로젝트 온 스팀(Seakai Project on Steam)을 통해 2018년 전세계 동시발매되었다. 스팀판은 R18신이 제거되었으며 검열되지 않은 버전은 Fakku에서 출시, 판매되고 있다. 플레이스테이션 4와 닌텐도 스위치로도 발매되었으나 한국어판은 아직 나오지 않았다. 스팀판은 DLsite에서 공식 패치로 인정한 유저 제작 한국어 번역 패치가 존재하며, 이 곳에서 다운로드 할 수 있다.(한국 IP는 접속에 https나 VPN 우회 필요)
2020년 10월 30일 발매된 확장판 마이테츠 라스트 런!!은 중국어 (번체, 간체)로만 언어를 지원하고 있다. 마이테츠 라스트 런!!에는 본편에 이은 속편이 수록되어 있으며 속편에서만 등장하는 오리지널 캐릭터 역시 포함되어 있다. 그 외 CG, BGM, 음악, R18(성적 요소) 그림도 다수 추가되었다.
또한 2019년 애니메이션 각색 계획이 발표되었으며 2020년 애니메이션 각색판인 레일 로마네스크(일본어: レヱル・ロマネスク)가 제작되어 방영되었다. 또한 레일 로마네스크는 2기 제작 역시 예정되어 있는 상태이다.

## 시나리오
철도 차량을 제어하는 인간형 모듈 레일로드 (レイルロオド). 구 제국철도 8620형 증기기관차의 톱 넘버, 8620의 전용 레일로드인 하치로쿠도 다른 수많은 레일로드들과 같이 대규모 폐선과 함께 오래도록 잠들고 말았다. 대규모 폐선으로 인한 철도사고로 가족을 잃고, 구마모토현의 오히토요 시(가상의 도시)의 주조 집안인 미기타 가의 양자로 들어간 소년, 미기타 소테츠. 세월이 지나 제국대학으로 진학한 그는, 제2의 고향을 공장의 유치로 인한 수질오염을 막고자 오히토요 시에 귀환하였고 그곳에서 우연히 하치로쿠를 각성시키고 그녀의 주인이 된다.
소테츠와 하치로쿠는 각자의 목적을 이루고자 행방불명이 된 증기기관차 8620의 수색을 결심하게 된다. 이들은 소테츠의 의붓여동생이자 그림쟁이인 히비키, 오히토요 시장 겸 오히토요 철도 시장인 폴레트와 힘을 합쳐서, 8620의 부활을 목표로 분투노력을 다한다.

## 등장 인물
미기타 소테츠 (右田 双鉄)
성우 - 카시노 키
작품의 주인공이자 플레이어의 분신이 되는 캐릭터이다. 철도사고로 고아가 된 후 양조업자 집안의 양아들로 입양되었다.
하치로쿠 (ハチロク)
성우 - 키리타니 하나
8620형 증기 기관차를 의인화한 캐릭터이자 작품의 타이틀 히로인이다. 톱 넘버 기체 8620호 전용의 레일로드이며 제국철도 해체 직전 오히토요에 팔려왔다. 그 이후 주인공에게 발견될 그 순간까지 잠들어 있었다.
미기타 히비키 (右田 日々姫)
성우 - 히마리
주인공의 의붓여동생.
미기타 마쿠라 (右田 真闇)
성우 - 카와시마 리노
주인공의 의누나.
히나이 폴레트 (雛衣 ポーレット)
성우 - 아지 산마
오히토요 시의 시장.
레이나 (れいな)
성우 - 안즈 미츠
오히토요 철도 키하 07S형 디젤동차를 의인화한 캐릭터.
호쇼 키사키 (宝生 稀咲)
성우 - 우에다 아카네
구마모토 은행 오히토요 시 은행지점장.
미노카사 나기 (蓑笠 凪)
성우 - 하야세 야요이
시골 소녀이며 할아버지가 대장간을 하고 있다.
하야세 후카미 (早瀬 ふかみ)
성우 - 사쿠라 에미
전통 뱃놀이를 직업으로 하는 집안의 외동딸.

## 애니메이션
마이테쓰의 애니메이션인 레일 로마네스크는 2020년 10월 3일부터 12월 19일까지 도쿄 MX에서 방영되었다. 스튜디오 사엣타에 의해 애니메이션화되었고, 히라사와 히사요시가 감독을 맡았다. 마이테츠 라스트 런!!에서 상당한 시간이 지난 시점의 이야기를 다루었으며, 원작의 등장인물은 거의 나오지 않고 대부분의 등장인물이 오리지널 캐릭터들이다. 장르는 일상물이다.
2020년 12월 나탈리 뉴스를 통해 2기가 제작중이며, 성우 타나카 리에도 참여한다는 정보가 전해졌다.